# Campeonato Brasileño de Fórmula 4
El Campeonato Brasileño de Fórmula 4 es una serie de carreras reglamentada según la Fórmula 4 de la Federación Internacional del Automóvil (FIA). La categoría, es un escalón para llegar a la Fórmula 1, aprobada por la FIA y sigue la regulación internacional, acumulando puntos para obtener la superlicencia.
Originalmente, el acuerdo fue firmado entre CBA (Confederação Brasileira de Automobilismo) y F / Promo Racing, la empresa que ya organiza competencias de Fórmula Vee en Brasil. Este último fue reemplazado por Vicar, el organizador de Stock Car Brasil, antes de la temporada inaugural en 2022.

## Historia
Gerhard Berger y la Comisión de la FIA Singleseater lanzaron la Fórmula 4 en marzo de 2013.
El objetivo de la Fórmula 4 era hacer que la escalera a la Fórmula 1 fuera más transparente.  Además de los reglamentos deportivos y técnicos, también se regulan los costes. Un automóvil para competir en esta categoría no podrá superar los 30.000 € y una sola temporada en Fórmula 4 no podrá superar los 100.000 €.

## Monoplazas
El F4-T014 del constructor de autos de carreras italiano Tatuus fue elegido como el auto oficial de la serie. Debido al retraso de la inauguración, la serie utilizará el modelo F4-T421 más nuevo.

## Campeones
| Año  | Piloto campeón   | Equipo campeón   |
| ---- | ---------------- | ---------------- |
| 2022 | Pedro Clerot     | Full Time Sports |
| 2023 | Vinícius Tessaro | Cavaleiro Sports |